# Avenue des États-Unis (Toulouse)
Pour les articles homonymes, voir Avenue des États-Unis.
L'avenue des États-Unis (en occitan : avenguda dels Estats Units) est une voie de Toulouse, chef-lieu de la région Occitanie, dans le Midi de la France.

## Situation et accès

### Description
L'avenue des États-Unis est une voie publique. Elle traverse les quartiers Barrière-de-Paris, Trois-Cocus et Lalande.
Longue de plus de 4 200 mètres, c'est une des plus longues voies de Toulouse. Elle correspond à une partie de l'ancienne route nationale 20 devenue la route départementale 820, qui va de Toulouse à Saint-Rustice et se prolonge au nord dans le département de Tarn-et-Garonne jusqu'à Montauban et, au-delà, jusqu'à Paris. En 2017, la gestion de la route a été transférée à Toulouse Métropole sur la partie qui traverse son territoire et elle est devenue la route métropolitaine 820,.

### Voies rencontrées
L'avenue des États-Unis rencontre les voies suivantes, dans l'ordre des numéros croissants (« g » indique que la rue se situe à gauche, « d » à droite) :
1. Barrière de Paris (g)
2. Avenue de Fronton (d)
3. Rue Pierre-Rubens (g)
4. Rue Sainte-Mélanie (g)
5. Rue Larade (g)
6. Rue Frida-Kahlo (d)
7. Rue Mathaly (g)
8. Rue Charlas (g)
9. Rue Marcel-Clouet (d)
10. Rue Robert (g)
11. Rue Adonis (g)
12. Avenue Jules-Ferry (d)
13. Rue du Canada (d)
14. Impasse Claude-Chamousset (g)
15. Rue Bastiat (g)
16. Rue de la Louisiane (g)
17. Rue des Érables (d)
18. Rue Marius-Dulong (d)
19. Rond-point Louis-Victorin-Cassagne
20. Avenue de Fondeyre (g)
21. Rue Alfred-Nobel (d)
22. Avenue de Fondeyre (g)
23. Impasse des États-Unis (d)
24. Impasse de la Glacière (g)
25. Rue de la Glacière (d)
26. Chemin de la Levrette (g)
27. Avenue Jean-Zay (d)
28. Rue de Lalande (g)
29. Rue Camille-Pissaro  [sic] (d)
30. Rue de la Cadène (d)
31. Chemin du Pont-de-Rupé (g)
32. Avenue Salvador-Allende (d)
33. Rue Pierre-et-Marie-Curie - Aucamville (d)
34. Route de Paris - Fenouillet / Aucamville

### Transports
L'avenue des États-Unis est desservie par les transports en commun Tisséo. Elle est parcourue sur toute sa longueur par la ligne de bus 59. De plus, à la barrière de Paris se trouve la station du même nom, sur la ligne  du métro, ainsi que les arrêts des bus 152941110.
Le nord de l'avenue des États-Unis est également desservi par les trains TER Occitanie qui marquent l'arrêt à la gare de Lacourtensourt (actuel no 365 avenue des États-Unis), sur la ligne de Bordeaux-Saint-Jean à Sète-Ville. Cette halte ferroviaire se trouve en effet sur des axes d'intérêt régional reliant les gares de Matabiau à Montauban-Ville-Bourbon, à Cahors et Brive-la-Gaillarde.
Enfin, quelques stations de vélos en libre-service VélôToulouse se trouvent sur l'avenue des États-Unis ou à proximité, toutes entre la barrière de Paris et l'avenue Jules-Ferry : les stations no 125 (barrière de Paris), no 243 (96 avenue des États-Unis) et no 253 (face au 68/70 avenue des États-Unis).

## Odonymie

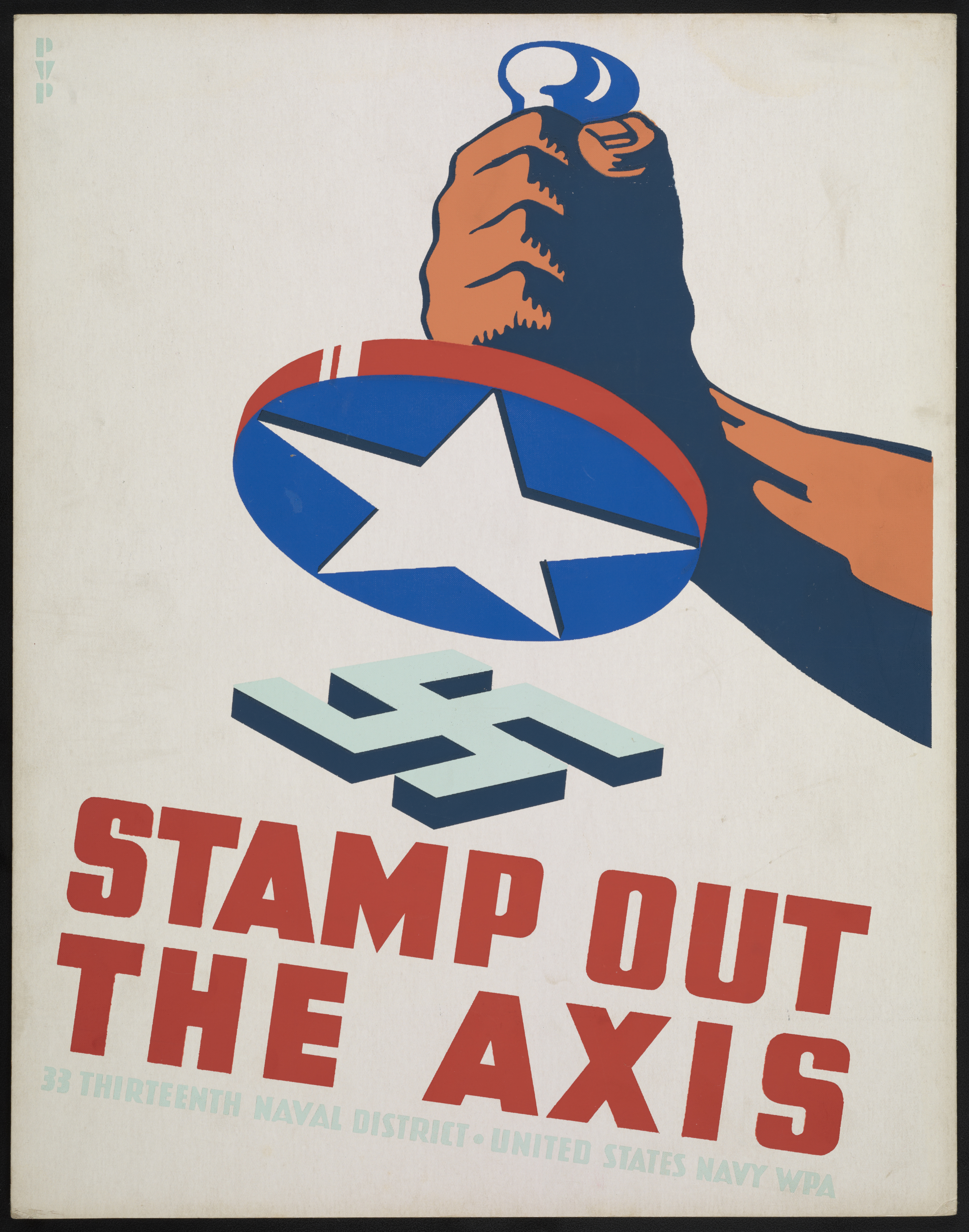
Stamp out the Axis, affiche de Phil Von Phul (1941, bibliothèque du Congrès).

L'avenue des États-Unis a reçu ce nom dès 1944, afin d'honorer le rôle majeur joué par ce pays dans la lutte – la victoire n'ayant pas encore été acquise à cette date – contre le Troisième Reich, durant la Seconde Guerre mondiale. Dans le même temps, l'U.R.S.S. donnait son nom à l'allée Saint-Agne (actuelle avenue de l'U.R.S.S.), au sud de la ville, et le Royaume-Uni à une partie de la route de Bayonne (actuelle avenue de Grande-Bretagne), à l'ouest.
Au XVe siècle, l'avenue des États-Unis était, comme l'avenue Honoré-Serres et l'avenue des Minimes, le grand-chemin de Montauban qui, depuis la porte Arnaud-Bernard (emplacement de l'actuelle place Arnaud-Bernard), se prolongeait, en passant par Castelnau-d'Estrétefonds et Grisolles, jusqu'à Montauban. Au milieu du XVIIIe siècle, le grand-chemin de Montauban devint la route de Paris, puisqu'il était une partie de la route impériale no 23, devenue route nationale no 20, qui allait de Paris à Bourg-Madame, à la frontière espagnole, en passant par Toulouse. Elle conserva donc ce nom jusqu'en 1944, date à laquelle la municipalité de Raymond Badiou, issue en large partie des rangs de la Résistance, voulut célébrer les Alliés de la France.

## Patrimoine et lieux d'intérêt

### Fermes et maisons de campagne
- no  87 : maison[8].
- no  93 : maison[9].
- no  153 : maison[10].
- no  181 : maison.
- no  320 : ferme[11].
- no  334 : domaine de la Cadène[12].

### Immeubles et maisons

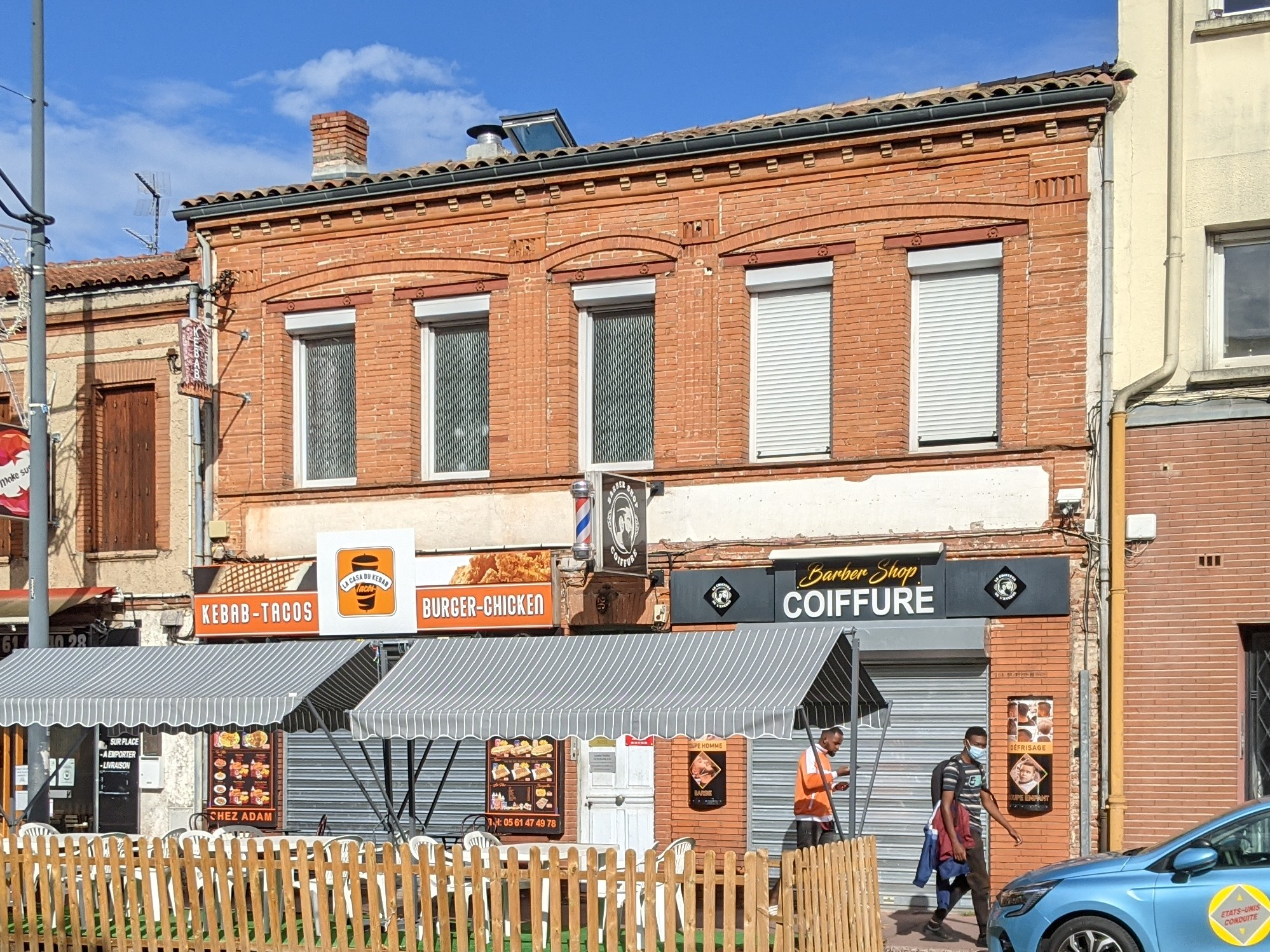
no 26 : maison.

- no  16 : immeuble[13].

- no  26 : maison. 
La maison, construite dans le premier quart du XXe siècle, se distingue par son style presque industriel. Au rez-de-chaussée, la porte piétonne est encadrée par deux ouvertures de boutique rectangulaires. L'étage est rythmé par les pilastres cannelés, reliés par des arcs surbaissés qui surmontent les fenêtres. Celles-ci ont des linteaux métalliques. L'élévation est couronnée par une corniche à modillons[14].

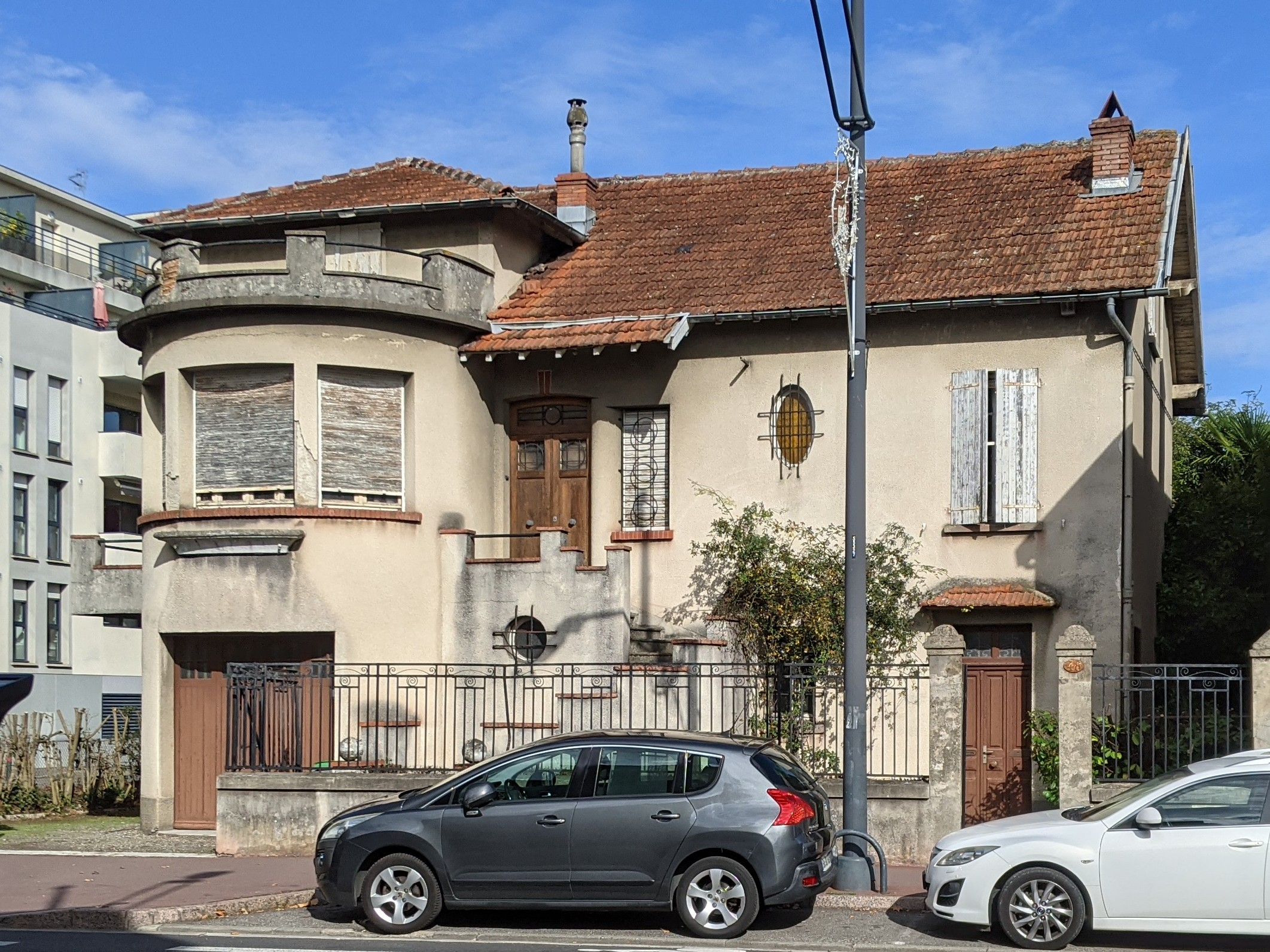
no 48 : maison.

- no  39 : maison[15].
- no  41 : maison[16].

- no  48 : maison. 
La maison, construite dans le premier quart du XXe siècle, est de style Art déco. Elle s'élève au cœur d'une parcelle à l'angle de la rue Frida-Kahlo. Elle se développe sur trois niveaux – rez-de-chaussée, un étage et niveau de comble. Elle présente une façade dissymétrique qui met en valeur les décrochements entre les différents corps de bâtiment. L'avant-corps à gauche est mis en valeur par un arrondi. À droite, un escalier extérieur monte à la porte d'entrée. À l'étage, l'avant-corps est largement ouvert par des fenêtres triples. Il est couvert au dernier niveau par une terrasse[17].

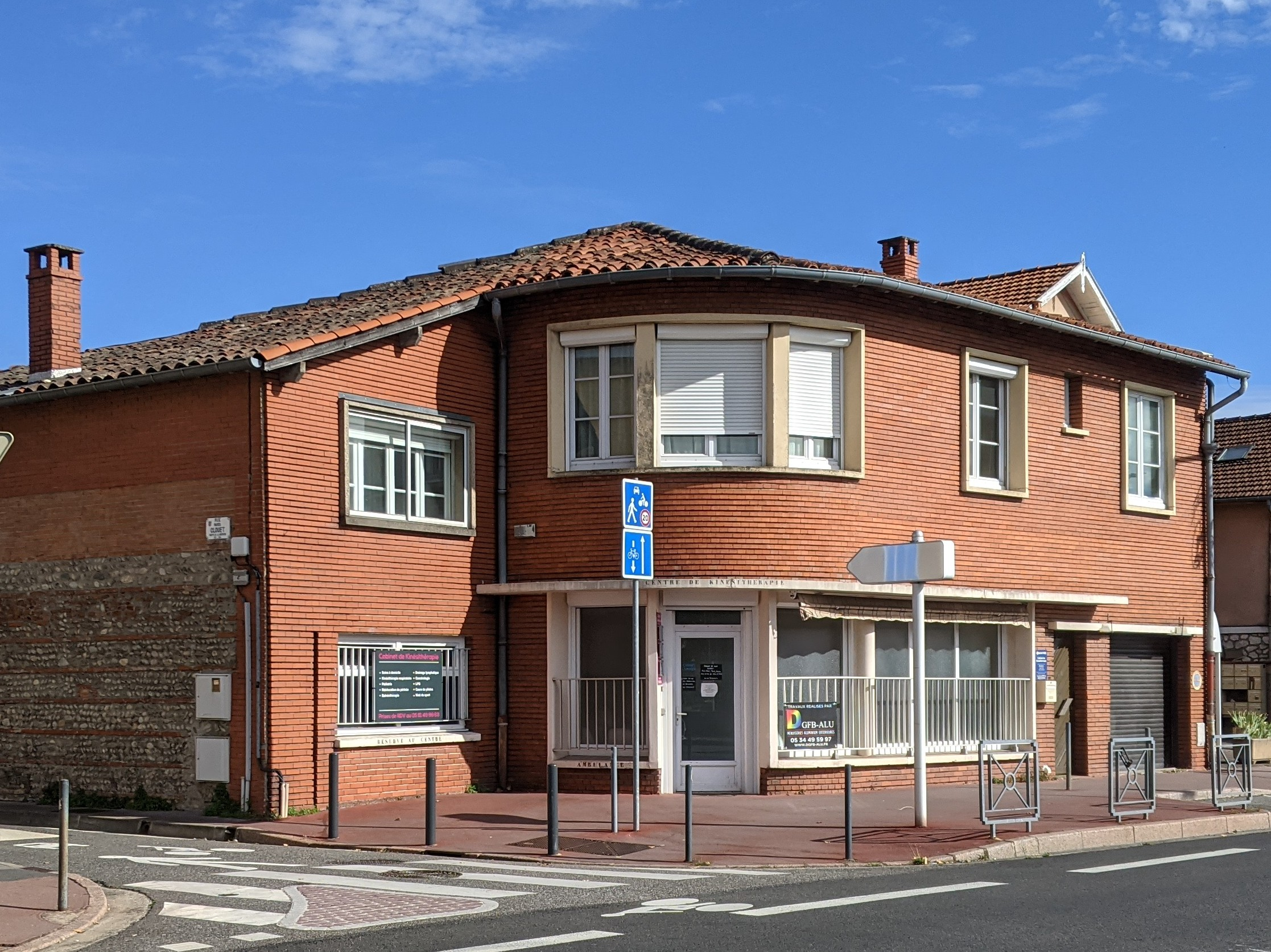
no 80 : maison.

- no  51 : maison[18].
- no  70 : maison[19].

- no  80 : maison. 
La maison est construite dans la deuxième moitié du XXe siècle. Elle s'élève à l'angle de la rue Marcel-Clouet[20].

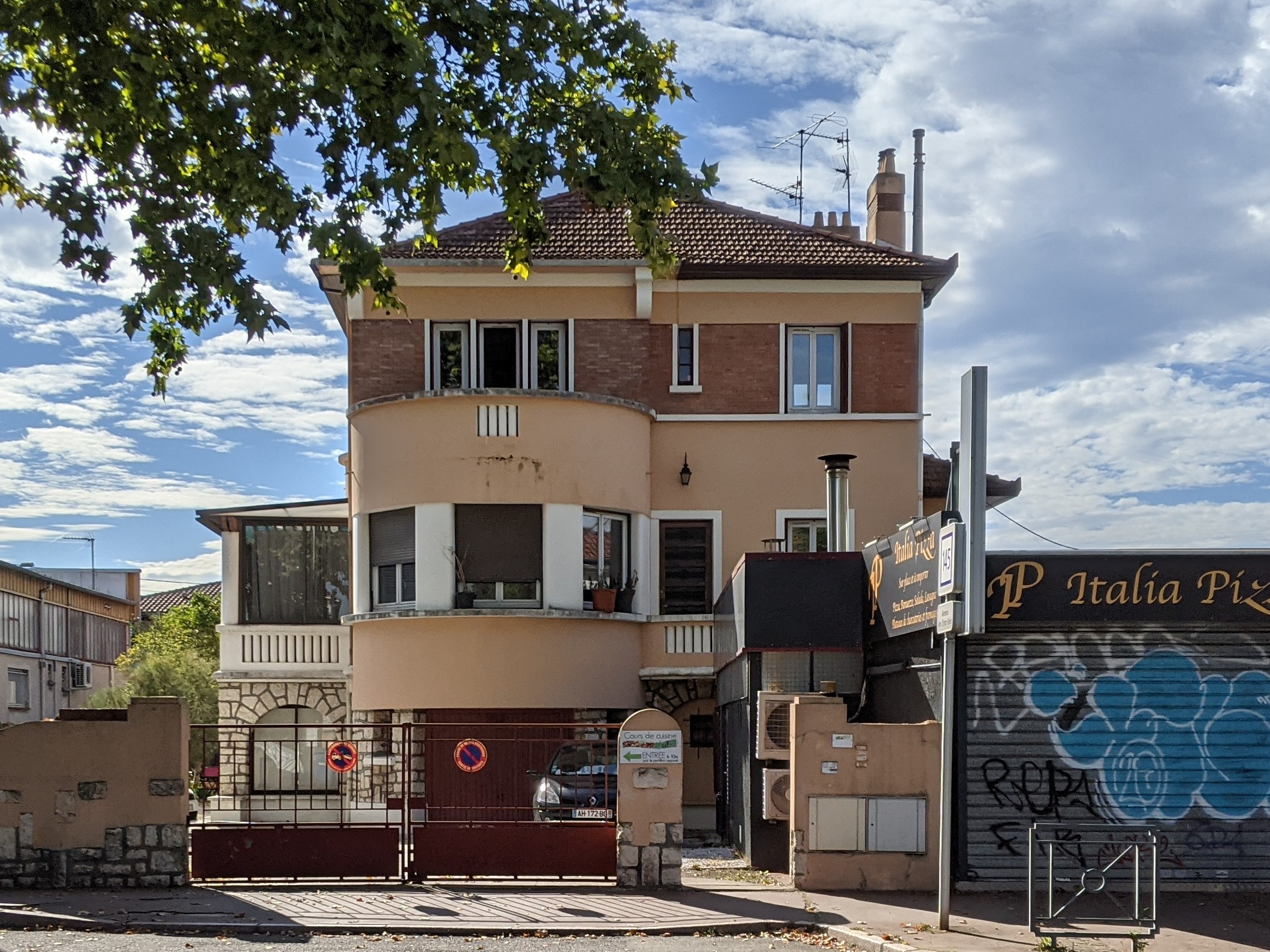
no 145 : maison.

- no  97 : maison[21].
- no  117 : maison[22].

- no  145 : maison. 
La maison, construite en 1938, est de style Art déco[23].

- no  149 : maison[24].
- no  171 : maison[25].

### Écoles maternelle et élémentaire Jules-Ferry
La construction du groupe scolaire est consécutive à l'accroissement de la population dans le quartier de la Salade : la vieille école Jules-Ferry, ouverte en 1909 pour les filles, et l'école des Minimes pour les garçons sont devenues insuffisantes. Le projet, approuvé par le conseil municipal en 1931, est confié à l'architecte de la ville, Jean Montariol, et les travaux sont commencés en avril 1933. Les bâtiments s'organisent entre l'avenue des États-Unis (actuel no 96) où s'ouvre l'école de garçons, l'avenue Jules-Ferry (actuel no 8) où se trouve l'école maternelle, et l'avenue de Fronton (actuel no 109) où s'élèvent les bâtiments de l'école de filles. Le groupe scolaire est finalement inauguré en mai 1935 par Jules Julien, adjoint au maire,.

### Canal de Garonne
L'avenue des États-Unis longe en partie le canal de Garonne. La première partie du canal, entre le port de l'Embouchure à Toulouse, et le Tarn à Montauban, par le canal de Montech, est creusée entre 1838 et 1844.
Le canal est franchi par plusieurs ponts : 
- pont de Lalande. 
Le pont de Lalande est construit en 1986, afin de faciliter l'accès au centre routier et à la zone d'activités de Lalande depuis l'autoroute A620, par l'échangeur no 33. Le pont, large de 19 mètres et long de 90 mètres, enjambe la voie ferrée et le canal de Garonne. Deux paires de piles supportent chacune les poutres sur lesquelles repose le tablier[30].
- pont autoroutier de Lalande[31].
- pont de Rupé. 
Le premier pont est construit entre 1845 et 1846, peu après l'ouverture du canal. En 1965, il est démoli – seules les culées en brique ayant été conservées – et remplacé par le pont actuel. L'ouvrage, en béton armé, reprend le système « en corde d'arc » ou « arc sous-tendu » (bow-string) utilisé pour le vieux pont de Ginestous, réalisé en 1932 sur les plans des ingénieurs des Ponts et Chaussées du service des canaux du Midi et Latéral à la Garonne. Il se compose d'un tablier horizontal associé à deux poutres en arc encastrées aux extrémités[32].

### Zone industrielle de Fondeyre
- no  146 : marché d'intérêt national Toulouse Occitanie (MINT). 
En 1951, la municipalité de Raymond Badiou prend la décision de la construction d'un grand marché-gare, en remplacement du marché de gros de la place Arnaud-Bernard. Pour l'emplacement, le choix est fait de la gare de triage désaffectée de Lalande, un ancien site de la SNCF en bordure de la voie de chemin de fer et de la route nationale 20. En 1952, le projet est confié à l'ingénieur Félix Prat, mais les travaux s'étalent entre 1956 et 1964[33]. En 1959, la ville obtient le classement du marché-gare dans le réseau des marchés d'intérêt national. 
Le MINT s'organise autour de la Halle des grossistes, placé au centre du marché et parallèle à l'avenue des États-Unis, et du carreau, perpendiculaire à l'avenue. La Halle des producteurs est réalisée entre janvier 1957 et juin 1958. Sa structure, conçue par l'ingénieur Jean-Louis Sarf, a été fabriquée à l'usine de Bagnac dans le Lot. La Halle des grossistes est construite en 1958 par la société des Grands travaux de Marseille. Les autres bâtiments, le centre administratif, la bourse aux échantillons, le conditionnement et les entrepôts frigorifiques sont construits ensemble après 1960. En 1997, le MINT est devenu les Halles du Sud-Ouest, tandis que certains bâtiments ont été réaménagés, telle la Halle des grossistes, ou reconstruits, telle la Halle des producteurs[34].

- no  195 : église baptiste Toulouse Métropole. 
En 2016, l'église baptiste Toulouse Métropole est implantée dans un ancien local commercial après avoir quitté un bâtiment de l'avenue des Minimes (actuel no 148). Elle fait partie de l'Association évangélique d'Églises baptistes de langue française.

## Personnalité
- Bernard Bénézet (1847-1913) : peintre et historien de l'art, originaire de Lagrasse (Aude), il vécut et mourut à son domicile, au no 40 avenue de Paris[35].